# Айтерфельд
Айтерфельд (нім. Eiterfeld) — громада в Німеччині, знаходиться в землі Гессен. Підпорядковується адміністративному округу Кассель. Входить до складу району Фульда.
Площа — 89,83 км2. Населення становить 7037 ос. (станом на 31 грудня 2020).